# Herochroma semialbida
Herochroma semialbida är en fjärilsart som beskrevs av Louis Beethoven Prout 1912. Herochroma semialbida ingår i släktet Herochroma och familjen mätare. Inga underarter finns listade i Catalogue of Life.